# Phalaenopsis lowii
Phalaenopsis lowii – gatunek rośliny z rodziny storczykowatych (Orchidaceae). Odkryty w 1880 roku w górach Mjanmy. Po wielu latach odnaleziony ponownie w 2000 roku na wybrzeżu tego kraju. Epifit o płaskich korzeniach, liściach kropkowanych, szerokich, ciemnozielonych i osiągających do 12 cm długości. Kwiatostan wzniesiony o długości do 80 cm, rozgałęziony, ale tylko z kilkoma kwiatami o średnicy od 4 do 6 cm. Uprawiany jest na pniu, wymaga dużej wilgotności i wysokich temperatur.

## Systematyka
Gatunek klasyfikowany do monotypowego podrodzaju Proboscidiodes (Rolfe) E.A.Christ..